# Spărtură
Spărtura este fenomenul de spargere, fărămițare, produs la un mineral ca urmare a unei loviri sau presiuni efectuate asupra lui. Aspectul spărturii poate oferi indicii ajutătoare la identificare. Astfel suprafața spărturii poate să fie:
- Spărtură:
  - neregulată: cuarț, hematit
  - netedă
  - fibroasă
  - așchiată: aragonit
  - lutoasă